# Wally Masur
Wally Masur (Southampton, 13 maggio 1963) è un allenatore di tennis ed ex tennista australiano.

## Biografia
Ha iniziato a giocare all'età di quattordici anni e a diciassette è arrivato alla finale del torneo juniores agli Australian Open, sconfitto da Craig A. Miller.
Ha vinto il primo titolo tra i professionisti nel 1983, ad Hong Kong; nel resto della carriera ne riuscirà a vincere soltanto altri due. Nel doppio ha ottenuto invece risultati migliori conquistando un totale di sedici titoli su ventiquattro finali raggiunte.
In Coppa Davis ha giocato un totale di trentadue match con la squadra australiana aggiudicandosene quindici ed aiutando i suoi compagni a vincere la competizione nel 1986.

## Statistiche

### Singolare

#### Vittorie (3)
| Legenda                                                       |
| Grande Slam (0)                                               |
| Tennis Masters Cup / ATP World Tour Finals (0)                |
| Masters Series / ATP World Tour Master 1000 (0)               |
| ATP International Series Gold / ATP World Tour 500 Series (0) |
| ATP International Series / ATP World Tour 250 Series (3)      |

| Numero | Data           | Torneo                                     | Superficie | Avversario in finale | Punteggio |
| 1.     | 6 ottobre 1983 | Hong Kong Open, Hong Kong                  | Cemento    | Sammy Giammalva      | 6-1, 6-1  |
| 2.     | gennaio 1987   | Brisbane International, Adelaide           | Erba       | Bill Scanlon         | 6-4, 7-6  |
| 3.     | 10 luglio 1988 | Hall of Fame Tennis Championships, Newport | Erba       | Brad Drewett         | 6-2, 6-1  |

### Doppio

#### Vittorie (16)
| Numero | Data             | Torneo                                     | Superficie    | Compagno          | Avversari in finale             | Punteggio     |
| 1.     | 13 novembre 1983 | ATP Taipei, Taipei                         | Sintetico (i) | Kim Warwick       | Ken Flach Robert Seguso         | 7-6, 6-4      |
| 2.     | 21 ottobre 1984  | Melbourne Indoor, Melbourne                | Sintetico (i) | Broderick Dyke    | Peter Johnston John McCurdy     | 6–3, 6–2      |
| 3.     | 23 dicembre 1984 | South Australian Open, Adelaide            | Erba          | Broderick Dyke    | Peter Doohan Brian Levine       | 4–6, 7–5, 6–1 |
| 4.     | 30 dicembre 1984 | Melbourne Outdoor, Melbourne               | Erba          | Broderick Dyke    | Mike Bauer Scott McCain         | 6–7, 6–3, 7–6 |
| 5.     | 12 gennaio 1986  | Heineken Open, Auckland                    | Cemento       | Broderick Dyke    | Karl Richter Rick Rudeen        | 6-3, 6-4      |
| 6.     | 27 luglio 1986   | Livingston Open, Livingston                | Cemento       | Bob Green         | Sammy Giammalva Greg Holmes     | 5–7, 6–4, 6–4 |
| 7.     | 27 novembre 1988 | Brussels Indoor, Bruxelles                 | Sintetico (i) | Tom Nijssen       | John Fitzgerald Tomáš Šmíd      | 7-5, 7-6      |
| 8.     | 15 gennaio 1989  | Medibank International, Sydney             | Cemento       | Darren Cahill     | Pieter Aldrich Danie Visser     | 6-4 6-3       |
| 9.     | 6 agosto 1989    | ATP Volvo International, Stratton Mountain | Cemento       | Mark Kratzmann    | Pieter Aldrich Danie Visser     | 6–3, 4–6, 7–6 |
| 10.    | 15 aprile 1990   | Japan Open Tennis Championships, Tokyo     | Cemento       | Mark Kratzmann    | Kent Kinnear Brad Pearce        | 6-4, 6-3      |
| 11.    | 29 aprile 1990   | Hong Kong Open, Hong Kong                  | Cemento       | Pat Cash          | Kevin Curren Joey Rive          | 6-3, 6-3      |
| 12.    | 11 febbraio 1991 | SAP Open, San Francisco                    | Cemento (i)   | Jason Stoltenberg | Ronnie Båthman Rikard Bergh     | 4-6, 7-6, 6-4 |
| 13.    | 21 luglio 1991   | Mercedes Cup, Stoccarda                    | Terra rossa   | Emilio Sánchez    | Omar Camporese Goran Ivanišević | 2-6, 6-3, 6-4 |
| 14.    | 18 agosto 1991   | Pilot Pen Tennis, New Haven                | Cemento       | Petr Korda        | Jeff Brown Scott Melville       | 7-5, 6-3      |
| 15.    | 14 febbraio 1993 | Milan Indoor, Milano                       | Sintetico (i) | Mark Kratzmann    | Tom Nijssen Cyril Suk           | 4-6, 6-3, 6-4 |
| 16.    | 21 febbraio 1993 | Eurocard Open, Stoccarda                   | Cemento (i)   | Mark Kratzmann    | Steve DeVries David Macpherson  | 6-3, 7-6      |